# Копеечник забытый
Копе́ечник забы́тый, или Медве́жий ко́рень, или Кра́сный корень (лат. Hedȳsarum neglēctum)  — вид травянистых растений рода Копеечник (Hedysarum) семейства Бобовые (Fabaceae).

## Ботаническое описание
Многолетнее травянистое растение высотой 25-80 см. Листья в числе 4-10 пар, эллиптической либо продолговато-эллиптической формы, 4—4,5 см длиной, 0,5-1,6 см шириной, сверху голые, снизу опушенные
Соцветие  — рыхлая кисть, на которой расположено 15-30 цветков. Чашечка опушенная, 4-5 мм длиной. Цветки лилового либо лилово-пурпурного цвета. Цветёт и плодоносит с июня по июль. Является перекрестноопыляемым растением.
Плод  — сухой боб.
Число хромосом 2n = 14.
Вид описан с реки Тозля (Восточный Казахстан).

## Распространение и экология
Вид встречается в высокогорном поясе, каменистых склонах, на субальпийских и альпийских лугах.
В России встречается в Сибири. За рубежом обитает в Средней Азии, Северной Монголии и Северо-Западном Китае.

## Химический состав
Созревшее растение содержит 7,34 % золы, 1,050 % кальция, 0,100 % фосфора, 0,050 % кремния. В фазе цветения в абсолютно сухом состоянии состоит из 7,20 % золы, 0,114 % кальция, 0,281 % фосфора, 0,187 % магния, 0,094 % кремния.

## Значение и применение
Используется как лекарственное, кормовое и силосное растение. Пригоден для закрепления склонов.
Поедается лошадьми, маралами, овцами.